# Reseda kurdica
Reseda kurdica är en resedaväxtart som beskrevs av Pierre Edmond Boissier och Noe. Reseda kurdica ingår i släktet resedor, och familjen resedaväxter. Inga underarter finns listade i Catalogue of Life.